# Luís de Sousa Breves
Luís de Sousa Breves, primeiro e único barão de Guararema (Piraí, 20 de maio de 1828 – Além Paraíba, 10 de fevereiro de 1910) foi um nobre, fazendeiro, político e comerciante brasileiro.
Considerado um dos fundadores de Além Paraíba, contribuiu para a comunidade de várias maneiras, financiando obras, liderando o Partido Liberal, ocupando a provedoria do hospital, a vereança e a subdelegacia de polícia. Foi deputado provincial de Minas Gerais, participando de comissões parlamentares e da aprovação de várias leis. Colaborou na construção de igrejas em vários municípios. No Rio de Janeiro foi comerciante e atuou em sociedades educativas e agrícolas. Membro de uma família de ricos latifundiários, faleceu na pobreza.

## Biografia

### Minas Gerais
Filho do comendador Luís de Sousa Breves e de Maria Pimenta de Almeida, pertencia a uma família de grande influência e riqueza. Os comendadores José Joaquim e Joaquim José de Sousa Breves eram seus tios. Segundo Elio Gaspari, "é quase certo que José Joaquim e o irmão Joaquim José tenham sido os homens mais ricos do Brasil em todos os tempos. Quase certamente tiveram a maior escravaria fora da África nos tempos modernos. Tinham, no barato, 10 mil negros em 40 fazendas. Suas terras iam do início da restinga da Marambaia até Angra dos Reis. Podiam cavalgar do litoral até Minas Gerais sem passar por terras alheias". Esses tios pertenciam ao ramo conhecido como Breves Graúdos, mas sua linha era a dos Breves Miúdos, que embora grandes proprietários, eram menos ricos.
Em 1840 mudou-se com sua mãe e irmãos para a Fazenda Aparecida que seu pai comprara, em seguida adquiriram outras terras, e em São José de Além Paraíba Luís adquiriu a Fazenda Guararema e a grande Fazenda do Aventureiro, que foi dividida em cinco outras fazendas: Arapoca, Castelo, São Luís, Remanso e Conceição. Segundo a Prefeitura Municipal de Além Paraíba, ele e seu irmão o coronel Joaquim Luís estavam entre os "pioneiros responsáveis pela criação e consolidação de Além Paraíba. O barão de Guararema foi uma influente personalidade em Além Paraíba, tendo atuado em diversos setores, como agricultura, pecuária, politica e cultura. Foi um grande auxiliar na construção do município".

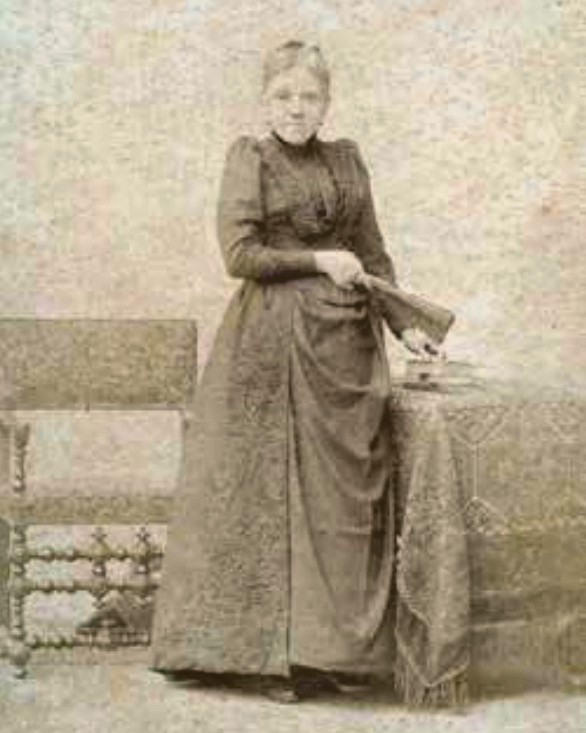
A baronesa de Guararema

Casou-se com sua sobrinha Maria Francisca de Sousa Monteiro de Barros, nascida em 12 de abril de 1841 na Fazenda Fim do
Mundo em Muriaé, filha de Maria Eugênia de Sousa Breves e Miguel Eugênio Monteiro de Barros, fazendeiro e presidente da Assembleia Provincial, fidalgo da Casa Imperial, filho do barão de Paraopeba e sobrinho do visconde de Congonhas do Campo. O pintor Eliseu Visconti, nascido na Itália, foi trazido ainda criança para o Brasil por influência de Maria Francisca, aluna de pintura de Vitor Meireles, que conheceu a família do pintor enquanto estava em tratamento de saúde na Itália, e se tornaria grande incentivadora e protetora de Visconti, o qual se instalou na Fazenda São Luís pertencente ao barão em torno de 1873. Lá permaneceu até 1882, quando se transferiu para o Rio de Janeiro. A baronesa foi uma das patrocinadoras da criação de aulas para meninas no Liceu de Artes e Ofícios do Rio e chegou a desenvolver uma carreira como pintora amadora, sendo duas vezes premiada em exposições da Academia Imperial de Belas Artes. Faleceu em 5 de janeiro de 1899. O casal não gerou descendência, mas o barão teve filhos com escravas.
O barão foi um dos principais cafeicultores do município, contribuiu para a construção do Colégio Americano e da Igreja Matriz de São José, doou 5 contos de réis para a construção do Fórum de Justiça, e financiou a criação do Hospital São Salvador, idealizado pelo médico Paulo Joaquim da Fonseca, doando 10 contos de réis para a sociedade mantenedora, sendo nomeado seu primeiro provedor e primeiro sócio benemérito. Fundou a mais antiga banda de música do município em sua fazenda, cujos músicos eram escravos alforriados. A banda chegou a tocar para o imperador Dom Pedro II no Teatro São Pedro. Segundo o historiador Manuel de Vasconcelos Pedrosa, a banda era famosa na região. Foi subdelegado de polícia, sendo exonerado em junho de 1882 para ser nomeado 1º suplente do juiz municipal, mas não aceitou o cargo. Em 1885 integrou a Comissão de Obras da Igreja de Santa Ana do município de Pirapetinga, doou 100 mil réis para a construção da Capela de São José em Ouro Preto, então a capital mineira, e 200 mil réis para a construção da Matriz de Capivara em 1886.
O imperador D. Pedro II agraciou-o em 15 de junho de 1881 com o título de barão de Guararema, em reconhecimento "aos serviços durante a viagem de Suas Majestades a Minas Gerais". Foi eleito deputado provincial de Minas Gerais em dezembro de 1883 pelo Partido Liberal, exercendo mandato até o fim de 1885. Participou da comissão parlamentar para reforma dos estatutos da força policial da província e da comissão que apresentou projetos para criação de freguesias e distritos e alteração de limites municipais. Assinou, entre outras, a lei que desmembrava do município de Pomba a paróquia de Porto do Santo Antônio, anexando-a ao município de Cataguases, a lei que elevou o distrito de Monte Verde em Mar de Espanha à categoria de freguesia, leis que liberavam verbas para a construção da Igreja de Santa Isabel em Caxambu e da Matriz de Pirapetinga e de pontes sobre o rio Pomba e o rio Novo, a lei que regulava a habilitação dos professores primários, e a lei que criou um serviço de imigração do Rio para Minas Gerais para fomento da agricultura, com um orçamento de 500 contos anuais.
Foi líder do partido em Além Paraíba entre as décadas de 1880 e 1890, aderiu ao movimento republicano e foi membro do Club Republicano, em 1892 era vereador, e concorreu à deputação federal em 1896. Entretanto, segundo o jornal O País do Rio, apesar de já ter prestado muitos benefícios ao município e à causa republicana, e mesmo sendo dotado de "probidade, independência de caráter e intransigência de princípios", "não havendo ninguém mais do que ele o direito de ser amado e obedecido pelos seus amigos e correligionários", suas perspectivas era incertas, o que, segundo o jornal, se devia a intrigas de seus desafetos. Não foi eleito. Em 1898 as chapas que patrocinava venceram as eleições municipais de Além Paraíba, Pirapetinga e São Luís.

### Rio de Janeiro

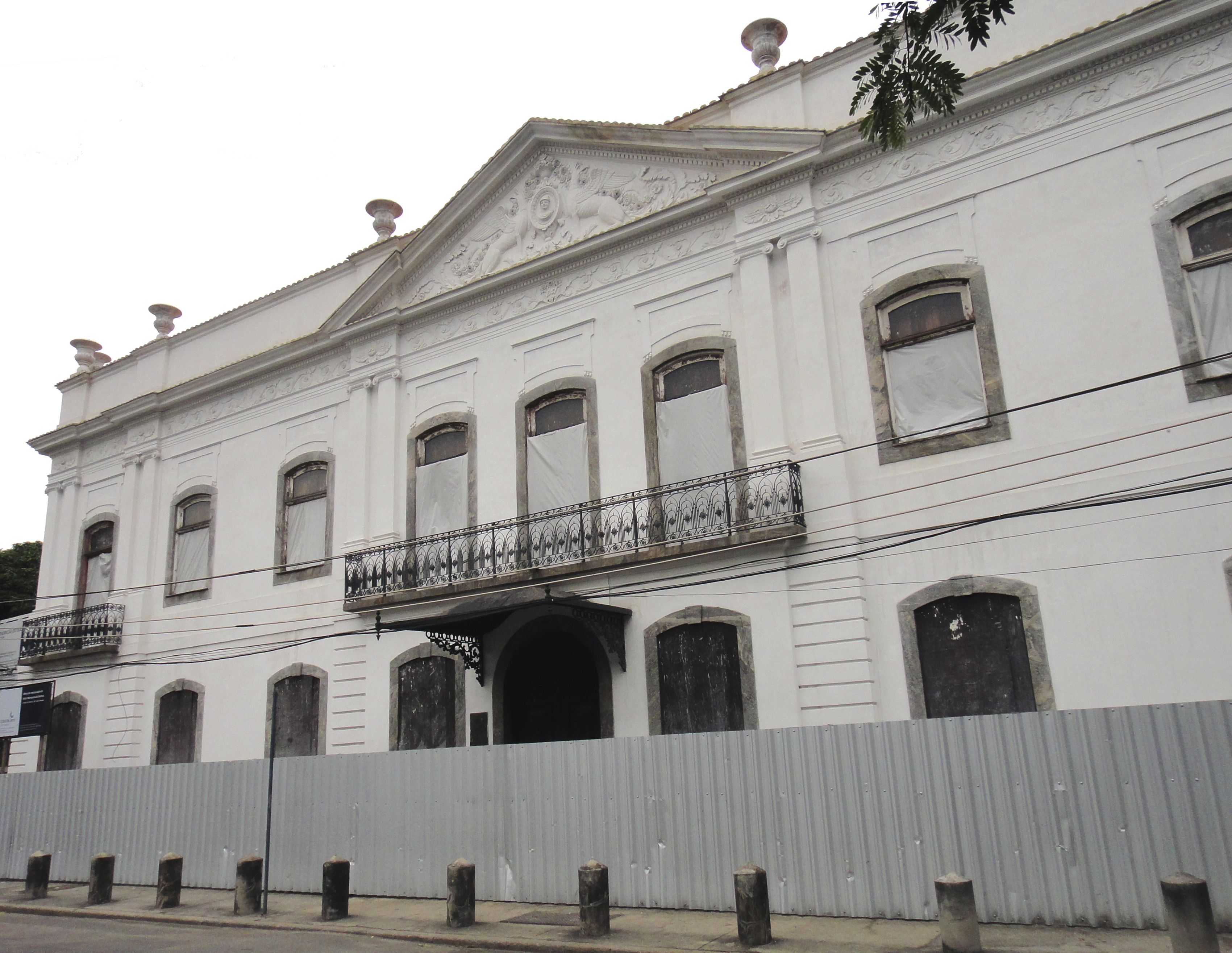
O palacete da marquesa de Santos, residência carioca do barão e sua esposa

Estabeleceu também uma base no Rio de Janeiro e ausentava-se muito de Além Paraíba. De 1881 a 1899 foi proprietário do palacete da antiga marquesa de Santos, depois vendido ao médico da baronesa, o italiano Abel Parente, e hoje um imóvel tombado pelo IPHAN. No Rio ganhou renome como comissário de café e grande comerciante, sócio, junto com Josué Corrêa de Melo, da exportadora e importadora Sousa Breves & Josué. Seu escritório se localizava na Rua dos Beneditinos n. 26, no centro comercial do Rio. Foi conselheiro e membro da Comissão de Contas da Associação Promotora da Instrução das escolas públicas da freguesia da Glória de 1882 a 1891, recebendo medalha de benfeitor em 1888, membro do Conselho Superior Administrativo do Museu Escolar Nacional em 1884, e membro fundador do Centro Agrícola em 1890, integrando o seu primeiro Conselho Consultivo. Atuou na paróquia da Matriz de Santa Rita como membro da comissão para nomeação do pároco em 1896 e membro da comissão de festejos em 1897.
A banda de música que organizou teve como maestro, desde cerca 1877, o italiano Vicente Amabile. Segundo a imprensa da época, Amabile teria recebido do barão uma chácara em lugar de salário, mas a escritura não foi lavrada. Com economias que tinha, Amabile teria investido 7 contos de réis em benfeitorias na propriedade, mas alguns anos depois, estando com familiares doentes, desejou se mudar para o Rio, mas o barão teria se oposto. Depois de muitas solicitações infrutíferas para que lhe fosse concedida a titularidade ou uma indenização pelas benfeitorias, em 1887 Amabile procurou o barão novamente em seu escritório comercial no Rio. Os dois discutiram e Amabile acabou disparando quatro tiros contra o barão, que foi ferido nos braços e tórax mas sobreviveu. O músico foi preso em flagrante e o caso gerou polêmica. Os termos do acordo entre eles não são claros, circulando versões diferentes, ora justificando Amabile, ora o barão. Vários jornais afirmaram que o maestro ganhou a simpatia popular pela sua situação de desamparo e infelicidade, enfrentando "um titular bem colocado, quer como negociante, quer como fazendeiro". Um primeiro julgamento ocorreu em novembro. Amabile foi absolvido pelo júri por unanimidade, sob os argumentos de que não havia sido um crime premeditado, havia atenuantes, o réu havia perdido momentaneamente a razão, e tomado por "força irresistível" cometera o ato violento. O barão apelou mas em 1890 a absolvição foi confirmada. O episódio não costuma ser mencionado na historiografia sobre o barão, e segundo Marta Lopes Fittipaldi, provavelmente por ser considerado daninho à imagem pública de quem "faz parte do panteão dos grandes homens ligados ao município de Além Paraíba, lembrado como figura nobre e proba".

## Falecimento
Faleceu em Além Paraíba em 10 de fevereiro de 1910. Seu obituário na Gazeta de Notícias do Rio o chamou de "grande" e "bondoso", e disse que o funeral teve uma "concorrência extraordinária, prova inequívoca da alta estima em que era tido aquele titular. Do barão de Guararema só se conheciam benefícios e a sua falta é impreenchível". Depois circularam histórias dizendo que havia deixado uma grande fortuna, mas Dyonisio Oliveira publicou em 1953 um parecer do promotor de justiça Aristóteles Lobo, que havia cuidado do seu inventário, onde é dito que era público e notório que o barão havia morrido em grande pobreza, e as despesas do sepultamento haviam sido pagas pela Câmara de Vereadores de Além Paraíba, em atenção aos benefícios que havia concedido à cidade. Não havia deixado nenhum bem a ser inventariado e em seus últimos anos fora assistido com muita dificuldade apenas por seus antigos escravos. Seu nome batizou uma rua no Rio, nomeada enquanto ainda vivia, e outra rua em Além Paraíba.